# Luis Manuel Rodríguez
Luis Manuel Rodríguez est un boxeur cubain né le 17 juin 1937 à Camagüey et mort le 8 juillet 1996 à Miami.

## Carrière
Passé professionnel en 1956, il devient champion du monde des poids welters WBA & WBC le 21 mars 1963 en battant aux points Émile Griffith mais perd ses ceintures dès le combat revanche organisé le 8 juin 1963.

## Distinction
- Luis Manuel Rodríguez est membre de l'International Boxing Hall of Fame depuis 1997.